# Starstrukk
Singles de 3OH!3
Don't Trust Me
(2009) Still Around
(2009)
Singles par Katy Perry
Waking Up in Vegas
(2009) If We Ever Meet Again
(2010)
Starstrukk est une chanson enregistrée par le duo de musique électronique américain 3OH!3. Écrite par les deux membres du groupe et produite par Matt Squire, elle a été publiée le 9 juillet 2009 en tant que second single issu de leur deuxième album studio, Want. Alors que la chanteuse américaine Katy Perry décide d'inviter le duo à effectuer sa première partie lors d'une série de concerts en Europe au début de l'année 2009, ils lui propose immédiatement d'enregistrer une nouvelle version du morceau spécialement pour les stations de radio et l'édition deluxe de leur album. Ce remix a connu un succès considérable en Australie, en Belgique, en Finlande, en Irlande, en Pologne ainsi qu'au Royaume-Uni, se positionnant aux cinquièmes rangs de tous les hit-parades de ces pays. En outre, il s'est vendu à plus de 500 000 exemplaires sur le territoire britannique.

## Promotion
Afin de promouvoir le morceau, la série télévisée Candy Girls l'a utilisé pour des lancements. Il a également été étendu dans le troisième épisode de la première  saison de Vampire Diaries et pour la bande-annonce du film Thérapie de couples. Toutefois, la version remixée apparaît aussi dans le film. La bande-annonce et le long-métrage C'était à Rome ont aussi bénéficié du titre. Pour finir, l'édition européenne du jeu vidéo FIFA 11 comprend également le titre.
Une reprise de la chanson a été interprétée en direct par l'artiste britannique Marina and the Diamonds pendant son passage dans l'émission BBC1 Live Radio et lors d'un certain nombre de ses performances scéniques et notamment, lors du Festival de Glastonbury. Une version enregistrée en studio de sa reprise a été ajoutée sur la face B de son single Oh No!, sorti en 2010.

## Classements et certifications

### Classements par pays
| Classement (2009)                  | Meilleure position |
| ---------------------------------- | ------------------ |
| Australie                          | 4                  |
| Autriche                           | 48                 |
| Belgique (Flandres)                | 21                 |
| Belgique (Wallonie)                | 2                  |
| Canada                             | 31                 |
| Danemark                           | 39                 |
| États-Unis (Billboard Hot 100)     | 66                 |
| États-Unis (Pop Songs - Billboard) | 25                 |
| Europe                             | 19                 |
| Irlande                            | 4                  |
| Nouvelle-Zélande                   | 16                 |
| Pays-Bas                           | 65                 |
| Pologne                            | 5                  |
| République tchèque                 | 22                 |
| Slovaquie                          | 20                 |
| Suède                              | 55                 |
| Royaume-Uni                        | 3                  |

| Classement (2009)                         | Position |
| ----------------------------------------- | -------- |
| Royaume-Uni                               | 152      |
| Classement (2010)                         | Position |
| Australie                                 | 83       |
| Europe                                    | 68       |
| Royaume-Uni (The Official Charts Company) | 29       |

### Certifications
| Pays        | Certification |
| ----------- | ------------- |
| Australie   | 2 × Platine   |
| Royaume-Uni | Or            |